# Ommatius nigrantis
Ommatius nigrantis là một loài ruồi trong họ Asilidae. Ommatius nigrantis được Scarbrough miêu tả năm 2003. Loài này phân bố ở vùng nhiệt đới châu Phi.